# ツインクルプラザ

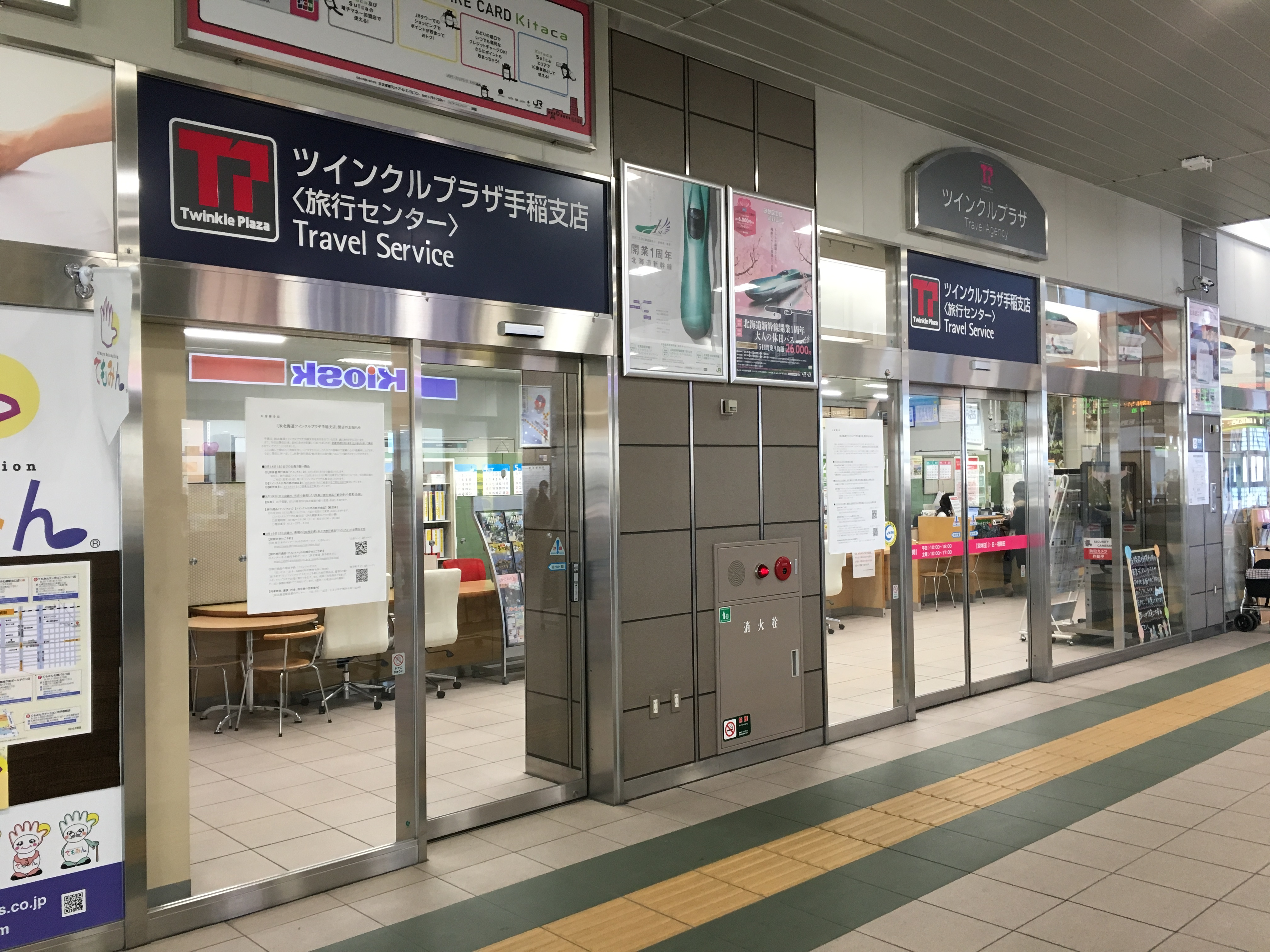
ツインクルプラザ手稲支店（閉店）

ツインクルプラザは、かつて北海道旅客鉄道（JR北海道）が運営していた旅行センター及びその愛称である。2022年2月28日にJR北海道法人旅行札幌支店が閉店し、全ての店舗での営業が終了した。

## 概要
国鉄分割民営化に伴い、JR北海道管内の駅に付随して設置される旅行センターとして1987年（昭和62年）7月1日より営業を開始した。国内・海外の主催旅行・手配旅行、他旅行会社主催旅行の取次、航空券、みどりの窓口と同様の乗車券類の販売など、旅行業務全般を手掛ける。
1994年（平成6年）時点で、駅構内にある店舗は「旅行センター」愛称を「ツインクルプラザ」と呼んでいた。1999年（平成11年）に小規模店舗を「○○駅旅行センター」へ改称したが、取扱業務は同等である。
駅から離れた箇所や北海道外に所在する店舗は「JR北海道プラザ」「トラベルセンター」と称する。

## 沿革
- 1987年（昭和62年）
  - 7月1日：ツインクルプラザが営業を開始[新聞 1]。
  - 12月1日：JR北海道プラザ東京支店が開店[報道 2]。
- 1988年（昭和63年）11月1日：JR北海道プラザ仙台支店が開店[報道 3]。
- 1989年（平成元年）
  - 5月1日：JR中標津トラベルセンターが開店[報道 4]。
  - 8月1日：札幌第一合同庁舎内JRトラベルセンターが開店[報道 5]。
  - 10月1日：JR北海道プラザ大阪支店が開店[2]。
- 1991年（平成03年）3月11日：JR北海道プラザ札幌南一条支店が開店[報道 6]。
- 1992年（平成04年）5月11日：JR北海道プラザ守口支店が開店[3]。
- 1993年（平成05年）
  - 7月2日：JR北海道プラザ幕張支店が開店[4]。
  - 9月27日：JR北海道プラザ札幌南一条支店が移転[4]。
- 1994年（平成06年）11月1日：旅行センター澄川支店が開店[2]。
- 1995年（平成07年）
  - 6月1日：JR北海道プラザ函館本町支店が開店[報道 7]。
  - 9月1日：旅行センター桑園支店が開店[2]。
- 1997年（平成09年）10月1日：JR北海道プラザ新宿支店が開店[5]。
- 1999年（平成11年）：小規模店舗を「○○駅旅行センター」へ改称。
- 2002年（平成14年）頃：JR今金トラベルセンターが閉店。
- 2006年（平成18年）
  - 2月28日：JR北海道プラザ麻生支店が閉店。
  - 4月1日：JR北海道琴似駅旅行センターが開店[報道 8]。
  - 6月20日：JR北海道プラザ澄川支店が閉店。
- 2007年（平成19年）
  - 3月30日：JR北海道プラザツインタワー支店が閉店。
  - 3月31日：JR松前トラベルセンターが閉店。
- 2008年（平成20年）3月31日：札幌第一合同庁舎内JRトラベルセンターが閉店[報道 5]。
- 2010年（平成22年）4月28日：JR北海道プラザ札幌南一条支店が閉店[報道 6]。
- 2011年（平成23年）3月31日：JR北海道プラザ函館本町支店が閉店[報道 7]。
- 2012年（平成24年）3月31日：JR中標津トラベルセンターが閉店[報道 4]。
- 2015年（平成27年）
  - 4月11日：JR北海道プラザ東京支店が閉店[報道 2]。
  - 9月30日：トマムトラベルセンターが閉店[報道 9]。
  - 10月20日：JR北海道プラザ仙台支店が閉店[報道 10]。
- 2016年（平成28年）3月31日：ツインクルプラザの6支店（琴似、桑園、滝川、千歳、網走、名寄）が閉店[報道 11][報道 12][新聞 2]。
- 2017年（平成29年）3月18日：ツインクルプラザの5支店（小樽、手稲、新札幌、岩見沢、北見）が閉店[報道 13][新聞 3]。
- 2018年（平成30年）2月1日：JR北海道プラザ大阪支店が閉店[報道 14]。
- 2018年（平成30年）3月18日：ツインクルプラザの2支店（苫小牧、東室蘭）が閉店[報道 15]。
- 2021年（令和03年）2月28日：ツインクルプラザの6支店（札幌、札幌南口、釧路、帯広、旭川、函館）が閉店[報道 16]、ツインクルプラザの名を冠する店舗が消滅する。
- 2022年（令和04年）2月28日：JR北海道法人旅行札幌支店が閉店[報道 1]。

## かつて存在した店舗
- 北海道内
  - 本社管内
    - ツインクルプラザ札幌支店：札幌市北区北6条西4丁目（札幌駅構内）[報道 16]
    - ツインクルプラザ札幌南口支店：札幌市中央区北5条西2丁目（札幌ステラプレイス内）[報道 16]
    - ツインクルプラザ札幌西口支店（→札幌南口支店）
    - JR北海道法人旅行札幌支店：札幌市中央区北4条西4丁目（伊藤ビル7F）
    - ツインクルプラザ琴似支店：札幌市西区琴似2条1丁目1番10号（琴似駅構内）[報道 11][報道 12][新聞 2]
    - ツインクルプラザ桑園支店：札幌市中央区北11条西15丁目（桑園駅構内）[報道 11][報道 12][新聞 2]
    - ツインクルプラザ手稲支店：札幌市手稲区手稲本町1条4丁目3番7号（手稲駅構内）[報道 13][新聞 3]
    - ツインクルプラザ新札幌支店：札幌市厚別区厚別中央2条5丁目6番1号（新札幌駅構内）[報道 13][新聞 3]
    - JR北海道プラザ札幌南一条支店：札幌市中央区南1条西8丁目（第28桂和ビル1階、札幌市電西8丁目停留場前）[報道 6]
    - JR北海道プラザ澄川支店：札幌市南区澄川3条2丁目4-12（札幌市営地下鉄南北線澄川駅前）
    - JR北海道プラザ麻生支店：札幌市北区麻生町3丁目10-5（札幌市営地下鉄南北線麻生駅前）
    - 第一合同庁舎内JRトラベルセンター：札幌市北区北8条西2丁目（札幌第一合同庁舎地下1階）[報道 5]
    - クレオJRプラザ：札幌市中央区南1条西2丁目（丸井今井札幌本店一条館9階）
    - ツインクルプラザ千歳支店：千歳市千代田町7丁目7番地2（千歳駅構内）[報道 11][報道 12][新聞 2]
    - ツインクルプラザ新千歳空港支店：千歳市美々（新千歳空港駅構内）
    - ツインクルプラザ小樽支店：小樽市稲穂2丁目22番15号（小樽駅構内）[報道 13][新聞 3]
    - ツインクルプラザ岩見沢支店：岩見沢市有明町南1番地1（岩見沢駅構内）[報道 13][新聞 3]
    - ツインクルプラザ滝川支店：滝川市栄町4丁目9番15号（滝川駅構内）[報道 11][報道 12][新聞 2]
    - ツインクルプラザ東室蘭支店：室蘭市東町2丁目29番4号（東室蘭駅構内）[報道 15]
    - ツインクルプラザ苫小牧支店：苫小牧市表町6丁目4番3号（苫小牧駅構内）[報道 15]
    - トマムトラベルセンター：勇払郡占冠村字中トマム（星野リゾート トマムインフォメーションセンター内）[報道 9]

  - 釧路支社管内
    - ツインクルプラザ釧路支店：釧路市北大通14丁目1番地（釧路駅構内）[報道 16]
    - ツインクルプラザ帯広支店：帯広市西2条南12丁目4番（帯広駅構内）[報道 16]
    - JR MOOトラベルセンター：釧路市錦町2丁目4（釧路フィッシャーマンズワーフMOO）
    - JR大樹トラベルセンター：広尾郡大樹町
    - JR中標津トラベルセンター：標津郡中標津町西3条北1丁目

  - 旭川支社管内
    - ツインクルプラザ旭川支店：旭川市宮下通8丁目3番1号（旭川駅構内）[報道 16]
    - ツインクルプラザ名寄支店：名寄市東1条南7丁目1番1号（名寄駅構内）[報道 11][報道 12][新聞 2]
    - ツインクルプラザ北見支店：北見市大通西1丁目25番1号（北見駅構内）[報道 13][新聞 3]
    - ツインクルプラザ網走支店：網走市新町2丁目2番12号（網走駅構内）[報道 11][報道 12][新聞 2]
    - JR紋別トラベルセンター：紋別市幸町4丁目（旧・紋別駅）

  - 函館支社管内
    - ツインクルプラザ函館支店：函館市若松町12番13号（函館駅構内）[報道 16]
    - JR北海道プラザ函館本町支店：函館市本町8-18（函館市電五稜郭公園前停留場前）[報道 7]
    - 函館長崎屋トラベルセンター：函館市美原1丁目[1]
    - 今金トラベルセンター：瀬棚郡今金町（旧・今金駅付近）[1]
    - JR松前トラベルセンター：松前郡松前町（旧・松前駅付近）[1]
- 北海道外
  - JR北海道プラザ東京支店：東京都千代田区丸の内1丁目9番地1号（東京駅丸の内地下中央改札口前）[報道 2]
  - JR北海道プラザ幕張支店：千葉県千葉市美浜区（海浜幕張駅前プレナ内）[4]
  - JR北海道プラザ横浜支店
    - 旧店：神奈川県横浜市中区（関内駅付近）
    - 新店：神奈川県横浜市西区（横浜駅西口バスターミナル前）

  - JR北海道プラザ大阪支店（旧店）：大阪府大阪市中央区城見2丁目（大阪ビジネスパークTWIN21 MIDタワー6階）
  - JR北海道プラザ大阪支店（新店）：大阪府大阪市北区梅田1丁目3-1-900（大阪駅前第一ビル9階、北海道東京事務所大阪支所内）
  - JR北海道プラザ守口：大阪府守口市本町[1]
  - JR北海道プラザツインタワー支店：大阪府大阪市中央区城見2丁目（大阪ビジネスパークTWIN21 MIDタワー1階）
  - JR北海道プラザ仙台支店：宮城県仙台市青葉区中央1丁目1番1号（仙台駅構内1階）[報道 3][報道 10]
  - JR北海道青森トラベルセンター：青森県青森市柳川1丁目1-1（青森駅構内）

注意点
北海道外店舗では、株主優待など沿線JR各社の窓口のみで扱う乗車券類が発券できない（「沿線の旅行会社」扱いとなる）反面、一部（主に北海道→本州向け）の券種を除いてJR北海道のみで発券可能の乗車券類も取り扱う。なお、道内みどりの窓口を含めて、一部の私鉄直通のJR特急券（「スペーシアきぬがわ」・「あさぎり」・伊豆箱根鉄道発着の「踊り子」等）は取り扱わないが、JR部分（例・新宿 - 大宮間の「きぬがわ」等）のみは購入可能。JR北海道は東武鉄道・小田急電鉄とは特急券・乗車券ともに連絡運輸協定を締結していないため、マルス上は収容されているが、小田急や東武とは精算自体のやりとりができないため、発券制限がかかり発売することができない。ただし、東武鉄道線内のみ運行する「けごん」「りょうもう」や小田急線内のみ運行する「はこね」などの乗車券・特急券は近畿日本ツーリストグループの発券端末を使用し、KNTと精算のやり取りをするために購入可能である。

## 旅行券
「ツインクル旅行券」を発行、各店舗やJR北海道管内のみどりの窓口で使用できる。旅行積立も取り扱う。
東日本旅客鉄道（JR東日本）が発行する「びゅう商品券」は、大阪支店を除く上記各店舗、「びゅう商品券」の取扱いステッカーが掲示されているみどりの窓口・KIOSKにて使用できる。